# Veenheide-uil
De veenheide-uil (Acronicta menyanthidis) is een nachtvlinder uit de familie Noctuidae, de uilen. De voorvleugellengte bedraagt tussen de 16 en 20 millimeter. De soort komt voor in Noord- en Midden-Europa. Hij overwintert als pop.

## Waardplanten
De veenheide-uil heeft als waardplanten: wilde gagel, struikheide, wilg, bosbes, waterdrieblad en wederik.

## Voorkomen in Nederland en België
De veenheide-uil is in Nederland en België een zeldzame soort. In Nederland kan hij vooral op de zandgronden verspreid over het hele land worden waargenomen. In België beperkt het verspreidingsgebied zich tot de provincies Antwerpen, Luik en Luxemburg. De vlinder kent twee generaties die vliegen van halverwege april tot halverwege augustus.